# Doumea stilicauda
Doumea stilicauda är en fiskart som beskrevs av Ferraris, Skelton och Richard P. Vari 2010. Doumea stilicauda ingår i släktet Doumea och familjen Amphiliidae. Inga underarter finns listade i Catalogue of Life.